# 万物云

万科物业品牌标志（2015年至今，企业标志使用至2020年）

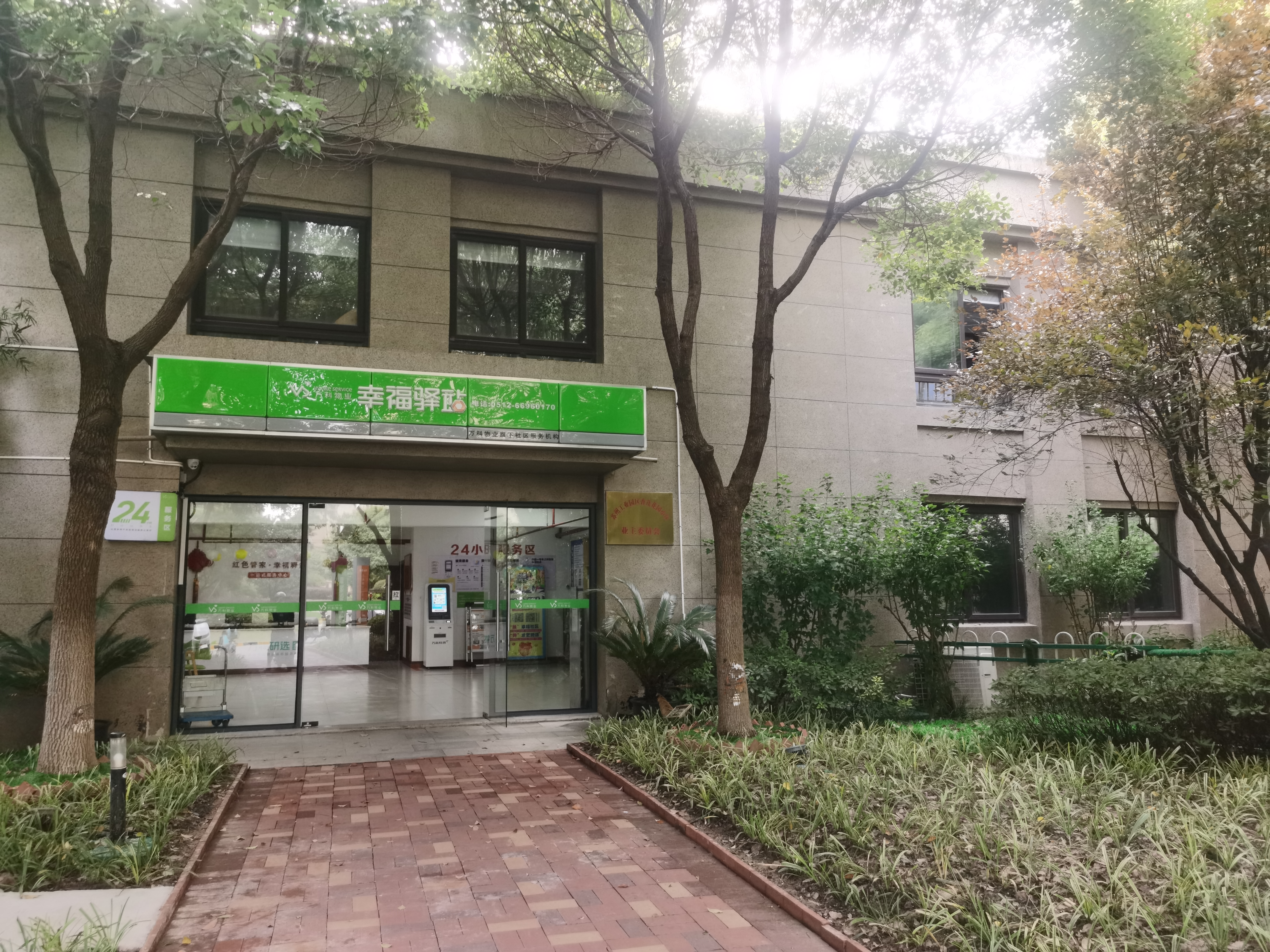
“幸福驿站”系万科物业旗下的物业服务中心的品牌名称

万物云空间科技服务股份有限公司，简称万物云（港交所：2602），是中华人民共和国的一家从事物业管理及服务的企业，为万科企业股份有限公司的控股子公司。公司的前称为“万科物业发展股份有限公司”（简称万科物业），2020年10月31日更名为万物云。

## 历史

### 创立及早期历史
1990年，时任万科董事长的王石设立物业部，并在其首个住宅项目深圳天景花园引入物业管理。1991年3月22日，由于小区发生电费纠纷，天景花园各楼栋推选出15位业委会委员，成立中国内地首个业主委员会，自此万科物业开创了“社区居民自治与专业服务相结合”的物业管理模式。
1992年，万科旗下第一家物业管理公司成立，自此万科物业确立了公司法人地位。1996年通过ISO9002认证，成为中国大陆第一家被国际机构认证的物业管理公司，并于同年举行的中国大陆首次物业管理公开招标中获得了深圳“鹿丹村”小区的物业管理权。

### 公司发展及扩张
2005年，万科物业将属下物业管理公司的70多个“物业管理处”统一更名为“物业服务中心”。2010年，万科物业以7.28亿元人民币的品牌价值位居“2010中国物业服务优秀品牌产业”第一名。在后来中国指数研究院主办的“中国物业服务百强企业研究成果发布会”中，万科物业在排行榜上连续多年名列榜首。从2011年开始，万科物业服务项目由自行开发项目扩大至第三方项目，并将服务范围从住宅小区拓展至商业物业。
2012年2月，万科物业在全国各社区推出“幸福驿站”，以社区实体店的形式为万科业主提供“一站式”管家式的生活服务，是万科“幸福社区计划”的组成部分。首家幸福驿站设在广州万科蓝山花园。与此同时，万科物业在中国大陆业内首创了“管家式全生命週期服務”，取代傳統社區空間服務的「四保」模式。
2013年，万科物业上线“睿服务”平台。2018年，万科物业全年收入近100亿元人民币，成为中国大陆首家年收入突破百亿人民币的物业公司。
2018年7月，万科物业宣布以首次公开募股定价的方式购买戴德梁行4.9%的股份，成为其第四大战略股东。2019年12月12日，万科物业宣布与戴德梁行联合成立合营企业“万物戴德梁行资产服务有限公司”（简称万物梁行），在大中华区整合商业物业及设施管理服务。
2018年5月，珠海大横琴投资有限公司与万科物业签署战略合作框架协议，于同年9月成立合资公司，全权负责横琴岛的城市公共空间、公共资源、公共项目的管理、服务及运营，也开创了“物业城市”社会治理模式。2020年10月24日，“万物云城”品牌正式对外发布，成为中国大陆第一个以城市服务为定位的服务品牌。

### 改名为万物云
2020年9月25日，万科物业首席执行官朱保全宣布，因“万物梁行”、城市物业已具规模，万科物业将成为以住宅物业为主的服务品牌。
2020年10月31日，朱保全在深圳万科浪骑游艇会举办的万科集团华东区域媒体交流会上对外宣布，“万科物业发展股份有限公司”更名为“万物云空间科技服务股份有限公司”（简称万物云）。朱保全还就“万物云”的名称作进一步解释：“从城市到园区，从写字楼到家，皆为空间，空间科技服务的范畴比物业服务更大，在空间（Space）里的设施、设备、资产、人及商业活动皆可通过技术（Tech）连接”，又指“从物业到空间，让公司可以服务更多客户、服务客户的更多方面”。更名后，“万科物业”品牌得以保留，继续作为住宅物业为主业的品牌。朱保全表示，万物云是一家致力于空间科技服务的企业，与其他物业公司不再是竞争关系而是合作关系。同年12月9日，为精簡并厘清集團业务架構，万物云创立“深圳市万科物业控股有限公司”，此后中国大陆各地的万科物业公司股权全部由万物云转让予万科物业控股。
2021年，万物云旗下誉鹰物业先后收购伯恩物业、上港物业、万益物业等公司的股权，以及以换股方式收购阳光城旗下物业管理企业阳光智博等。截至当年，誉鹰物业对外投资的公司有58家。

### 上市
2021年11月5日，万科发布公告，拟分拆所属子公司万物云在香港交易所发行H股股票并上市，上市完成后万科仍将维持对万物云的控股权。11月26日，万科举行临时股东大会，审议并通过了《关于万物云首次公开发行并境外上市方案的议案》。
2022年4月1日，港交所文件披露，万物云已向港交所提交上市申请，拟在主板市场上市。7月11日，中国证监会核准万物云的境外上市。
2022年9月19日，万物云发布全球发售公告，拟全球发售1.17亿股股份，其中香港发售股份1167.14万股，国际发售股份1.05亿股。9月19日至9月22日招股。9月28日，万物云确定H股股份最终发售价格为每股49.35港元。9月29日，万物云正式在港交所上市，股份代号为2602。此次发行规模预计8亿美元至9亿美元，成为2022年港股市场规模最大的IPO。在当天的上市仪式上，万物云的6名员工代表参与了敲锣环节。

## 股权变动及架构
万科物业成立初期，公司初始註冊資本為人民幣500萬元，萬科企業持有90%的股权，其余10%的股权归属深圳市萬科財務顧問有限公司所有。2011年3月，萬科財務顧問将所持10%的股权转让予萬科企業，该公司成為萬科企業的全資附屬公司，2011年4月至2014年9月經歷一系列的注資，但仍為萬科企業的全資附屬公司。
2015年6月26日，万科批准旗下万科物业引入事业合伙人机制，仅面向万科物业体系员工。至2022年，事業合夥人機制已進一步修訂並合併為員工持股計劃。集团先后設立睿達第一有限公司、睿達第二有限公司、睿達第三有限公司、睿達第四有限公司和睿達第五有限公司（以上五家公司均在境外注册）作為員工持股平台，且由深圳市譽鷹投資管理有限公司（深圳市譽鷹第二十一投資管理合夥企業（有限合夥）为普通合夥人）間接控制。各合資格參與者將作為有限合夥人身份獲得各員工激勵平台（即各境外員工持股平台的持股合夥平台）的合夥權益。
截至2022年9月，万物云集团的前十大實益擁有人及持股比例如下：
| 股东                                   | 股份數目及類別            | 持股比例 |
| -------------------------------------- | ------------------------- | -------- |
| 萬科企業股份有限公司                   | 600,000,000股內資股       | 57.41%   |
| Radiant Sunbeam Limited（博裕资本）    | 180,000,000股非上市外資股 | 15.42%   |
| 深圳市萬斛泉源管理諮詢有限公司         | 35,602,000股非上市外資股  | 3.05%    |
| 睿達第一有限公司                       | 35,000,000股非上市外資股  | 3.00%    |
| Dream Landing Holdings Limited         | 30,042,000股非上市外資股  | 2.57%    |
| 香港瑞軒企業管理有限公司               | 30,042,000股非上市外資股  | 2.57%    |
| 睿達第二有限公司                       | 23,284,000股非上市外資股  | 1.99%    |
| 睿達第三有限公司                       | 23,057,000股非上市外資股  | 1.98%    |
| 中國誠通控股集團有限公司               | 14,528,300股H股           | 1.24%    |
| 中國國有企業混合所有制改革基金有限公司 | 11,382,300股H股           | 0.98%    |

其中，万科通过各全资附属公司万倾、万斛、万马争先、盈达投资基金、万殊之妙及万斛泉源拥有的合共6060万股股内资股，持股占比5.77%，万科于本公司拥有权益并有权行使合共约62.89%的投票权，共同构成控股股东集团。博裕资本持股17.14%，公司董事局主席朱保全持股8.57%，58同城持股4.76%。

## 企业文化

### 标志
万物云的企业标志以计算机基础语言0和1为设计灵感来源，以天空蓝为品牌色，寓意科技和未来无限可能，而圆润的字体设计则是“数字科技与服务文化的结合”。而万科物业现行品牌标志则于2015年8月20日启用，由韩家英设计。标志由“VS”线条设计及知更鸟组成，其中硬朗的线条V代表“VANKE”，柔软的线条S代表“SERVICE”，知更鸟的形象寓意“早起的鸟儿有虫吃”，代表以勤奋的工作获得客户尊重。

## 业务
根据官方介绍，万物云集团有Space、Tech和Grow三大模块，Space模块业务涵盖社区空间服务（万科物业、誉鹰平台）、商企空间服务（万物梁行）和城市空间服务（万物云城）；Tech模块则包括“万睿科技”、“第五空间”，分别提供软硬件服务能力、数字运营和行业人工智能服务；Grow模块的“万物成长”是公司的孵化器，孵化创新企业。截至2021年12月31日，万物云项目覆盖中国大陆一二线城市，在管项目总数4393个，在管面积7.8亿平方米；合同管理项目总数5553个，合同管理面积10.1亿平方米。

### 社区空间服务
社区空间服务以“万科物业”为主品牌，在中国大陆率先实行市场化运作。该公司同时也是最早引入「管家服務體系」的物業管理公司之一，用於提供個性化服務體驗。截至2022年3月，万科物业服務的地域覆盖中國大陆30個省、直轄市和自治區的逾120個城市以及香港，管理2,889個住宅物業，在管總建築面積670.2百萬平方米。此外，万物云还拥有“樸鄰”品牌，提供房屋銷售及租賃經紀服務，截至2022年3月在中国大陆50多個城市开设超過600個社區實體店面；另提供房屋再裝修及家居布置服務、車位銷售服務。

### 商企空间服务
商企空间服务以“萬物梁行”为主品牌，截至2021年已與超過900家企業及機構客戶建立合作關係，其中包括中國十大互聯網公司中的8家以及中國十大金融服務公司中的7家。萬物梁行的商业物管和设施管理的项目覆盖149个城市，管理物业项目超1100个，员工人数超过2万人。

### 城市空间服务
城市空间服务以“万物云城”的品牌运营，于2020年10月正式定名，是中国大陆第一个以城市服务为定位的服务品牌。产品解决方案包括市政基础设施管养，生态环境服务，社区协同治理、服务运营和城市微更新。2018年5月在珠海横琴岛合作管理首个城市服务项目，此后在雄安新区、广州白云区、成都高新区、青岛动车小镇、厦门鼓浪屿、武汉江汉区、江门人才岛、郑州二七区等地开展城市空间服务，并计划在三年内在京津冀、长三角、大湾区三个核心城市群，以及成都、重庆、武汉、青岛、郑州、西安、济南7个重点城市落地100个城市服务项目。

## 争议事件

### 锦旗门事件
2020年9月14日，媒体报道称，宁波镇海中梁首府业主向万科物业管理处赠予“干啥啥不行，收钱第一名”的锦旗，引发争议。据万科物业公开信称，此次业主送锦旗是因为小区七位业主不认同物业启动收取地库人防车位租赁费，业主的主要诉求是将车位租赁费价格下降至150元至180元之间。但最终双方未达成一致，从而引发事件。事后，万科物业发布公开信表示，鉴于该事件给物业行业造成负面影响，拟向街道与小区业主大会提出申请启动退出中梁首府物业服务工作的程序。但大部分中梁首府小区的业主表示，希望万科物业能继续在小区服务。9月27日9时至9月29日16时，箭港湖社区居委会委托第三方机构以电话征询形式，向业主进行意见征询。10月16日，宁波市镇海区骆驼街道箭港湖社区居委会宣布意见征询结果。682户明确表达意愿的业主中，587户表示同意，即超过八成的中梁首府业主希望万科物业继续履职。10月21日上午，万科物业发布感谢信，强调“留任后将继续努力”。

## 外部連結
- 官方网站